# Boca de Balsa
Kruningäde o Boca de Balsa es un corregimiento del distrito de Besikó en la comarca Ngäbe-Buglé, República de Panamá. La localidad tiene 3.053 habitantes (2010).
El corregimiento de Boca de Balsa cuenta con 8 grandes comunidades qué son
1. Boca de Balsa cabecera
2. Boca de Remedio
3. Centro Balsita
4. Quebrada cogollo
5. Quebrada camaro
6. Pellejo de agua
7. Zabana de huso
8. Salitre.